# Salix breviserrata
Salix breviserrata är en videväxtart. Salix breviserrata ingår i släktet viden, och familjen videväxter.

## Underarter
Arten delas in i följande underarter:
- S. b. breviserrata
- S. b. fontqueri

## Bildgalleri

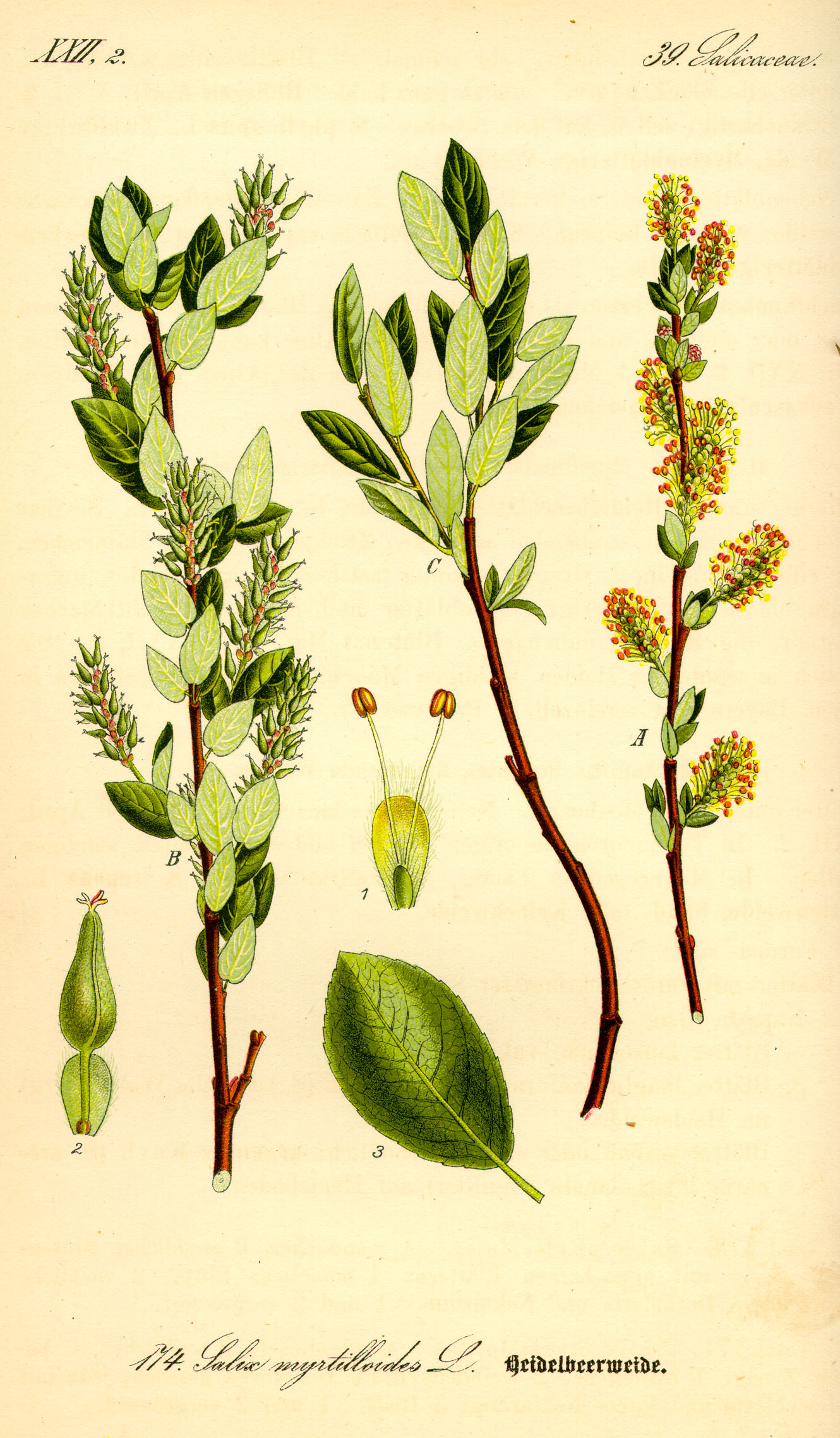
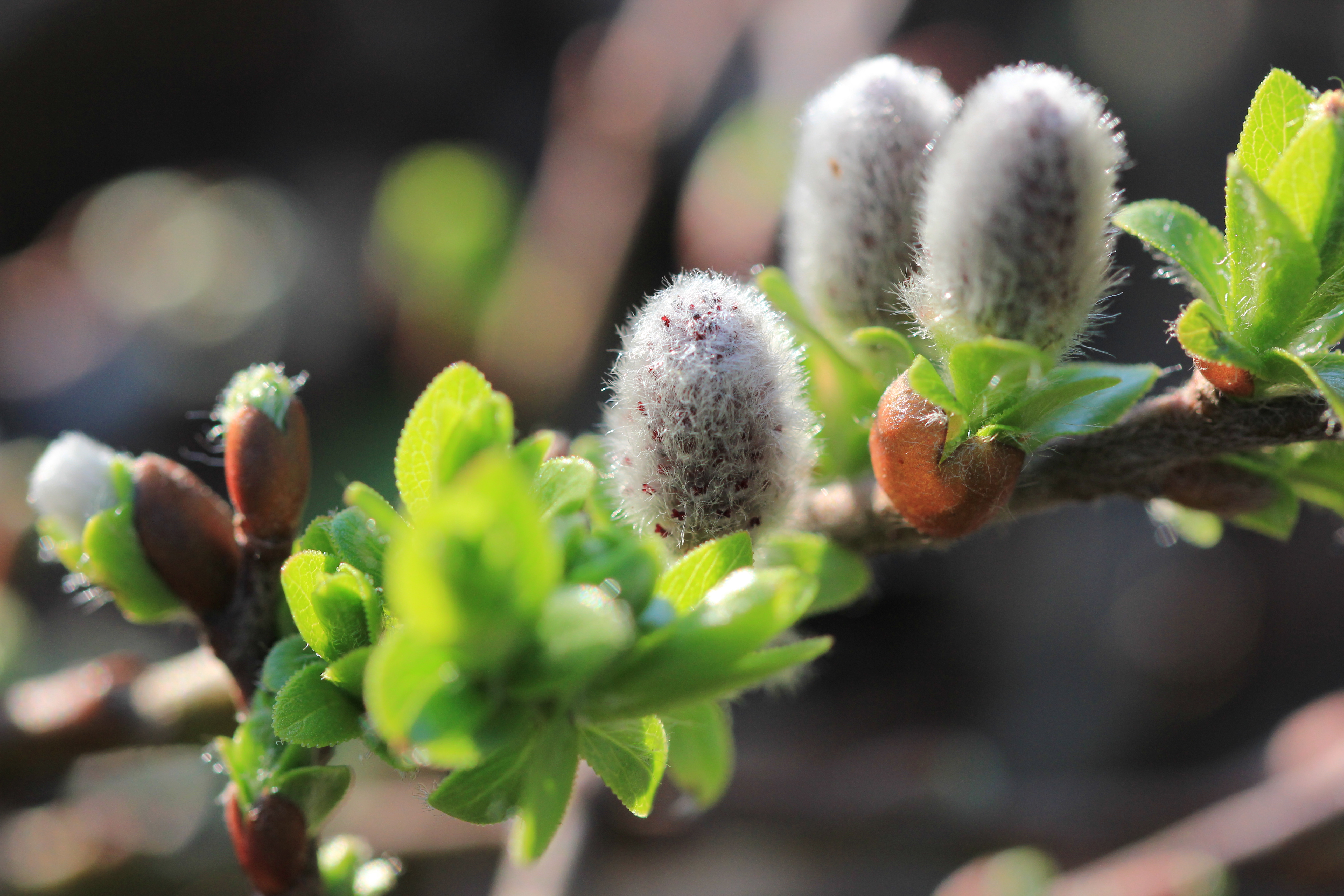